# Росо
Росо (араб. روصو‎, фр. Rosso) — город на юго-западе Мавритании. Является административным центром области Трарза. Мэр города — Йерим Фаса (с 2007 года).

## География
Город расположен в провинции Трарза, на самом юге Мавритании, на высоте 45 м над уровнем моря. Расстояние до столицы страны, Нуакшота, составляет 204 км. Росо стоит на правом берегу реки Сенегал. На противоположном берегу реки находится государство Сенегал. Река является пригодной для судоходства на протяжении всего года.

## Климат
| Показатель                    | Янв. | Фев. | Март | Апр. | Май  | Июнь | Июль | Авг. | Сен. | Окт. | Нояб. | Дек. | Год   |
| ----------------------------- | ---- | ---- | ---- | ---- | ---- | ---- | ---- | ---- | ---- | ---- | ----- | ---- | ----- |
| Средний суточный максимум, °C | 31,3 | 33,7 | 35,4 | 37,1 | 38,5 | 38,5 | 35,8 | 35,0 | 35,5 | 37,6 | 35,1  | 31,5 | 35,4  |
| Средняя температура, °C       | 23,1 | 24,9 | 26,5 | 27,9 | 29,5 | 30,7 | 29,8 | 29,7 | 30,0 | 30,2 | 27,2  | 23,9 | 27,8  |
| Средний суточный минимум, °C  | 14,8 | 16,1 | 17,6 | 18,8 | 20,5 | 22,9 | 23,7 | 24,4 | 24,5 | 22,9 | 19,2  | 16,3 | 20,2  |
| Норма осадков, мм             | 1,1  | 1,3  | 0,3  | 0,1  | 0,7  | 9,6  | 45,0 | 92,9 | 81,0 | 22,9 | 1,0   | 1,6  | 257,5 |
| Источник: ,                   |      |      |      |      |      |      |      |      |      |      |       |      |       |

## Экономика

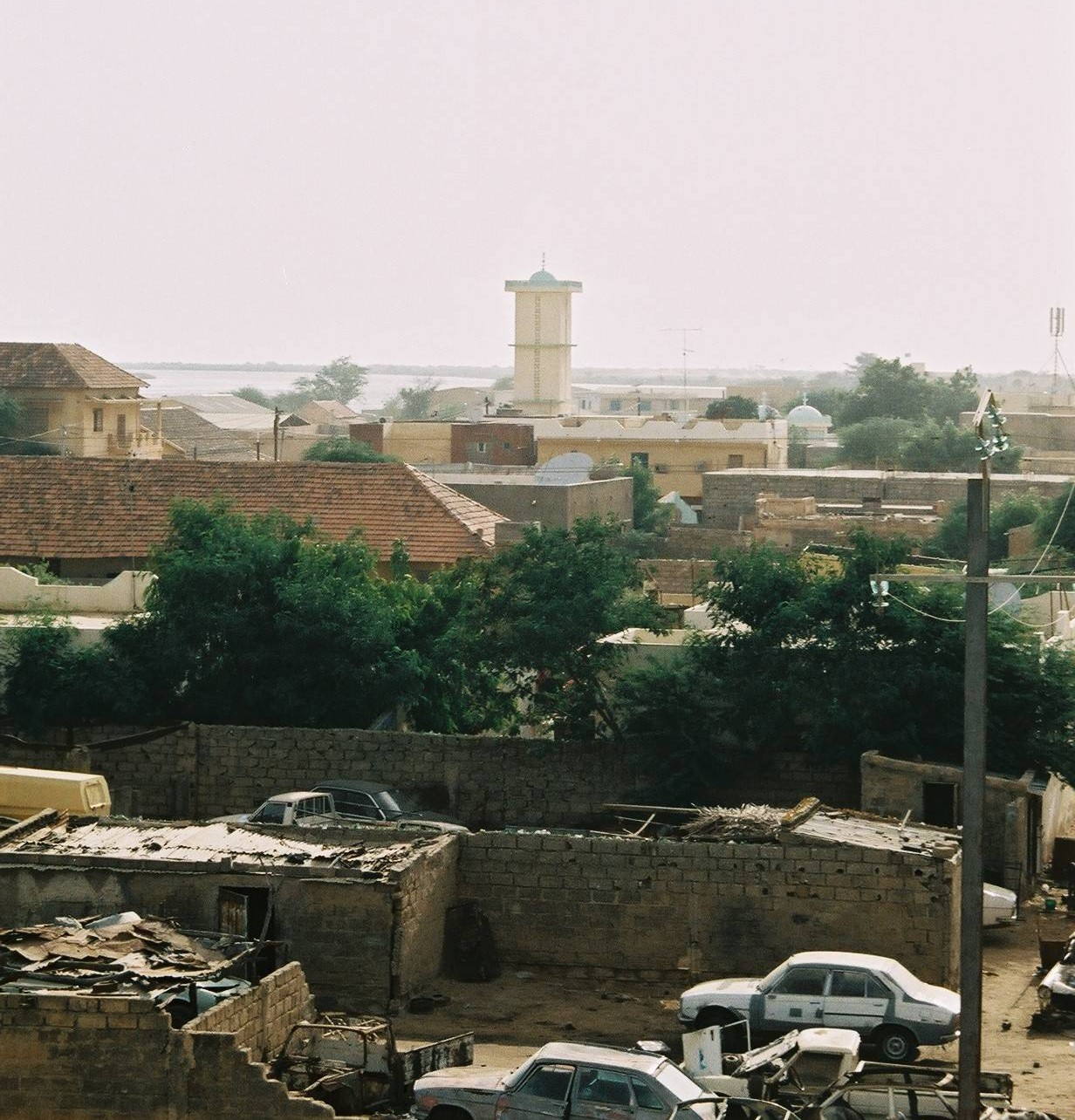
Вид на городскую мечеть.

Город расположен в сельскохозяйственном крае. В окрестностях города выращивают зерновые, просо, бобовые, бахчевые культуры, мяту. Развито животноводство. Существует система ирригации. Также большое влияние на экономическую жизнь города оказывает его приграничное положение — через Росо осуществляется немалая часть торговли Мавритании с Сенегалом. Связь с противоположным берегом осуществляется посредством паромов. Через город проходит автомобильная трасса, соединяющая Нуакшот и Сен-Луи.

## Население
По данным на 2013 год численность населения города составляла 83 858 человек, что делает Росо четвёртым по величине городом в Мавритании. Большая часть населения города говорит на языке волоф, однако здесь проживает и множество уроженцев других районов страны, переехавших сюда в связи с проблемой опустынивания, широко распространённой на севере государства.
Динамика численности населения города по годам:
| 1988   | 1997   | 1998   | 2013   |
| ------ | ------ | ------ | ------ |
| 27 783 | 43 343 | 45 538 | 83 858 |

## Образование
В городе есть Технологический институт.

## Известные уроженцы
- Мохаммед Ульд Билал — премьер-министр Мавритании (с 2020).

## Города-побратимы
- Муасси-Крамайель, Франция (с 1986 года)